# Indonesische Fußballnationalmannschaft (U-23-Männer)
Die indonesische U-23-Fußballnationalmannschaft ist eine Auswahlmannschaft indonesischer Fußballspieler. Sie untersteht dem indonesischen Fußballverband PSSI und repräsentiert diesen international auf U-23-Ebene, etwa in Freundschaftsspielen gegen die Auswahlmannschaften anderer nationaler Verbände, bei U-23-Asienmeisterschaften sowie den Fußballturnieren der Olympischen Sommerspiele, der Asienspiele und der Südostasienspiele.
Bisher konnte sich die Mannschaft nicht für das olympische Fußballturnier oder die U-23-Asienmeisterschaft qualifizieren. Bei den Südostasienspielen 2011 und 2013 gewann die Mannschaft jeweils die Silbermedaille. An den Asienspielen nahm Indonesien dreimal teil und schaffte es 2014 und 2018 jeweils in das Achtelfinale.
Spielberechtigt sind Spieler, die ihr 23. Lebensjahr noch nicht vollendet haben und die indonesische Staatsangehörigkeit besitzen.

## Bilanzen
| Olympische Spiele - 1992 bis 2020: Nicht qualifiziert U-22-/23-Asienmeisterschaften - 2014 bis 2020: Nicht qualifiziert Asienspiele - 2002: Nicht teilgenommen - 2006: Vorrunde - 2010: Nicht teilgenommen - 2014: Achtelfinale - 2018: Achtelfinale | Südostasienspiele - 2001: Vierter - 2003: Gruppenphase - 2005: Vierter - 2007: Gruppenphase - 2009: Gruppenphase - 2011: Zweiter - 2013: Zweiter - 2015: Vierter - 2017: Dritter |